# Kamimuria microda
Kamimuria microda är en bäcksländeart som beskrevs av Du 2002. Kamimuria microda ingår i släktet Kamimuria och familjen jättebäcksländor. Inga underarter finns listade i Catalogue of Life.